# کرایسلر تاون اند کانتری
کرایسلر تاون اند کانتری (Chrysler Town and Country) خودرویی است ساخت شرکت کرایسلر که از سال ۱۹۹۰ تا کنون تولید شده‌است.
این خودرو در کلاس مینی‌ون قرار گرفته، طراحی آن خودروهای موتور جلو-محور جلو، خودروهای موتور جلو-چهار چرخ متحرک بوده‌است.